# Pédéos
Dans la mythologie grecque, Pédéos(en grec ancien Πήδαιος / Pêdaios) est un fils d'Anténor.

## Mythologie
Fils illégitime d'Anténor, Théano, la femme d'Anténor, l'élève cependant comme l'un de ses fils. Pédéos est tué d'un coup de lance à la tête par Mégès lors de la guerre de Troie.

## Source
- Homère, Iliade [détail des éditions] [lire en ligne], Chant V, 69.